# Margareta Hunck-Jastram
Margareta Hunck-Jastram (* 30. November 1913 in Altona; † 2. März 1998 in Hamburg) war eine CDU-Politikerin und Abgeordnete in der Hamburgischen Bürgerschaft.

## Familie
Die Pastorentochter Margareta Jastram entstammte einer alteingesessenen Hamburger Familie, die seit dem 17. Jahrhundert in Chroniken nachgewiesen werden kann. In erster Ehe heiratete sie einen Pastor. Das Ehepaar bekam drei Kinder, darunter die spätere Politikerin Birgit Schnieber-Jastram. Im Jahr 1968 heiratete Margareta Jastram den Bürgerschaftsabgeordneten Heinrich Hunck (CDU) und nahm den Nachnamen Hunck-Jastram an.

## Politik
Im Jahr 1961 wurde sie über die Liste des CDU-Kreisverbands Hamburg-Mitte als Abgeordnete in die Hamburgische Bürgerschaft gewählt. Jastram war Mitglied des Schul-, des Sozial- und des Eingabenausschusses. Als besonderes Erfolgserlebnis ihrer politischen Arbeit bezeichnete sie die Durchsetzung der Verlängerung der Verjährungsfrist für NS-Verbrechen: Unrecht in dieser Dimension kann und darf nie verjähren, wird Jastram zitiert.
Nach ihrem Ausscheiden aus der Bürgerschaft 1970 wurde sie Geschäftsführerin der Staatspolitischen Gesellschaft und war bis 1993 Mitglied in der Bezirksversammlung Hamburg-Mitte. Darüber hinaus war sie Mitglied in der Vereinigung ehemaliger Mitglieder der Hamburgischen Bürgerschaft.
Margareta Hunck-Jastram wurde auf dem Hamburger Friedhof Diebsteich beigesetzt.